# 1,2-dicloroetano
Il 1,2-dicloroetano (o cloruro di etilene o 1,2-DCE) è un alogenuro alchilico di formula Cl-CH2-CH2-Cl.
A temperatura ambiente si presenta come un liquido incolore e oleoso dall'odore penetrante di solvente. È un composto cancerogeno, molto infiammabile, nocivo ed irritante per le vie respiratorie.
Libera nell'atmosfera acido cloridrico e fosgene durante la combustione.
Viene per lo più preparato per sintesi diretta, miscelando nelle giuste proporzioni etilene e cloro gassosi; la reazione avviene a temperatura e pressione standard ed è catalizzata dalla luce o dal cloruro ferrico.
Il suo principale utilizzo è come intermedio nella sintesi del cloruro di vinile, a sua volta precursore del PVC.
Veniva chiamato in passato anche "olio olandese" perché fu sintetizzato per la prima volta nel 1794 dalla Gezelschap der Hollandsche Scheikundigen (Società dei chimici olandesi), costituita dal medico Jan Rudolph Deiman, dal mercante Adriaan Paets van Troostwijk, dal chimico Anthoni Lauwerenburg e dal botanico Nicolaas Bondt.

## Produzione

### Produzione per ossidazione diretta dell'etene catalizzata
Nel processo di ossidazione diretta dell'etene catalizzata l'1,2-dicloroetano è prodotto dall'etilene e dal cloro. In presenza di cloruro ferrico (FeCl3) in funzione di catalizzatore omogeneo, questi composti reagiscono producendo 1,2-dicloroetano:
CH2=CH2  +  Cl2  →  Cl-CH2-CH2-Cl
Il meccanismo di reazione consiste nelle seguenti reazioni elementari:
- il cloro viene polarizzato dal cloruro ferrico, e si ha formazione di FeCl4- e Cl+
- il Cl+ attacca l'etene, e si ha la formazione di un intermedio di reazione in cui il Cl+ è legato all'etene in una catena chiusa
- interviene l'FeCl4-, che cede un atomo di cloro all'intermedio precedentemente formatosi, per cui viene prodotta una molecola di 1,2-dicloroetano e viene liberata una molecola di catalizzatore FeCl3, che può essere riutilizzato dal processo.

Generalmente la reazione viene condotta usando lo stesso 1,2-dicloroetano come solvente, alla sua temperatura di ebollizione.

### Produzione per ossiclorurazione
Nel processo di ossiclorurazione l'acido cloridrico viene mescolato con ossigeno e fatto reagire con etilene in presenza di cloruro rameico come catalizzatore per produrre 1,2-dicloroetano:
CH2=CH2 + 2 HCl + ½ O2 → Cl-CH2-CH2-Cl + H2O
Il processo di ossiclorurazione viene spesso inserito all’interno degli impianti di produzione del cloruro di vinile, in modo da recuperare l’acido cloridrico prodotto nella reazione di deidroclorurazione dell’1,2-dicloroetano. Questi “impianti bilanciati” sono molto vantaggiosi a livello economico, oltre che ambientale, poiché permettono di dimezzare (a livello teorico) il consumo di reagente HCl o Cl2 per produrre una data quantità di VCM.